# 요코스카 해군 시설
요코스카 해군 시설(横須賀海軍施設 요코스카 카이군 시세쓰[*], 영어: United States Fleet Activities Yokosuka, 관리번호: FAC3099)는 일본 가나가와현 요코스카시 요코스카 항에 있는 미국 해군의 해외 시설이다. 미국 요코스카 기지 혹은 요코스카 기지(横須賀基地 요쿄스카 키치[*], 영어: Yokosuka Base)로도 부른다.
행정적으로 면적은 2,363,263 제곱미터(560 에이커), 소재지는 후쿠오카 정, 스가우라 정, 토마리 정, 나가이에 걸쳐있다.
기지 안에 극동 해군 모집원(Navy Recruiting Station Far East)이 있다.

## 역사

### 군정기

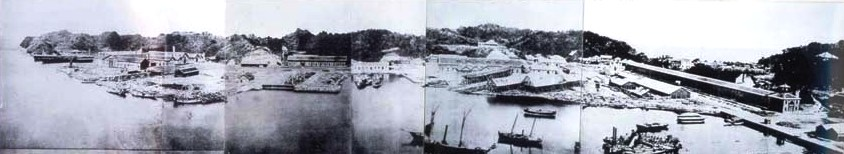
1870년대 건설중에 찍은 요코스카 기지의 흑백 파노라마 사진

제2차 세계 대전이 끝난 뒤, 마지막 요코스카 기지 사령장관인 토쓰카 미치타로 중장이 로버트 카니 부제독에게 항복하였다. 1945년 8월 30일, 기지는 제6해병사단, 영국 왕립 해병대, 미국 해군 요원들에게 평화롭게 접수되기 시작하여 9월 2일에 끝났다. 얼마 있지 않아, 요코스카 함대기지 사령부(Commander Fleet Activities (COMFLEACT) Yokosuka)가 창설되었고, 기지는 정리되기 시작하였다. 조선소의 가동이 중단되고 수많은 장비들은 배상물품으로서 각 승전국에 반출되었다. USS 피에드몬트 (AD-17)가 함정 정비를 맡았고, 기지 안의 병원은 해군 약국으로 개장되었다. 보급부는 함대와 해안 기반 활동처를 지원하는 업무를 맡았으며, 공공근로부(Public Works Department)도 설립되었다.
1946년 5월, 해병이 머무르는 막사가 요코스카 미국 함대기지 해병막사(영어: Marine Barracks, United States Fleet Activities, Yokosuka)로 명명되었다.
1947년 4월, 함정수리부가 정리되어 공창과 건선거가 재가동됨에 따라 태평양 함대의 함정을 수리하기 시작했다.

### 냉전
1950년 6월 25일에 한국 전쟁이 발발한자, 요코스카 해군기지는 갑작스래 북적이기 시작하였고, 아주 중요한 거점으로 떠올랐다. 해군 약국이 병원으로 확장 및 개소하였다. 1951년 1월, 요코스카 해군 통신시설이 개소하였다. 4월에는 함정 수리부가 구성 사령부화되어 함정 수리시설로 재편되었는데, 한국 전쟁과 베트남 전쟁에 투입되었던 제7함대소속 함정의 유지보수를 도맡았다.
1952년 3월 극동 해군 사령부의 지리적 관할 지역에서 필리핀, 마리아나 제도, 보닌 제도, 카잔 열도가 제외되었다. 같은 해 12월에는 도쿄에서 요코스카로 본부가 옮겨왔으며, 1960년까지 함대 시설 보급부이 확장되어 해군 보급창으로, 해군 통신시설이 주일 미국 해군 통신소로 개편되었다.

## 문화 교류 및 일반공개
- 미일친선 기지 역사 관광(일본어: 日米親善ベース歴史ツアー), 매년 4회
- 해군 교류의 날(일본어: ネイビーフレンドシップデー, 영어: Navy Friendship day), 매년 여름

## 주변 시설

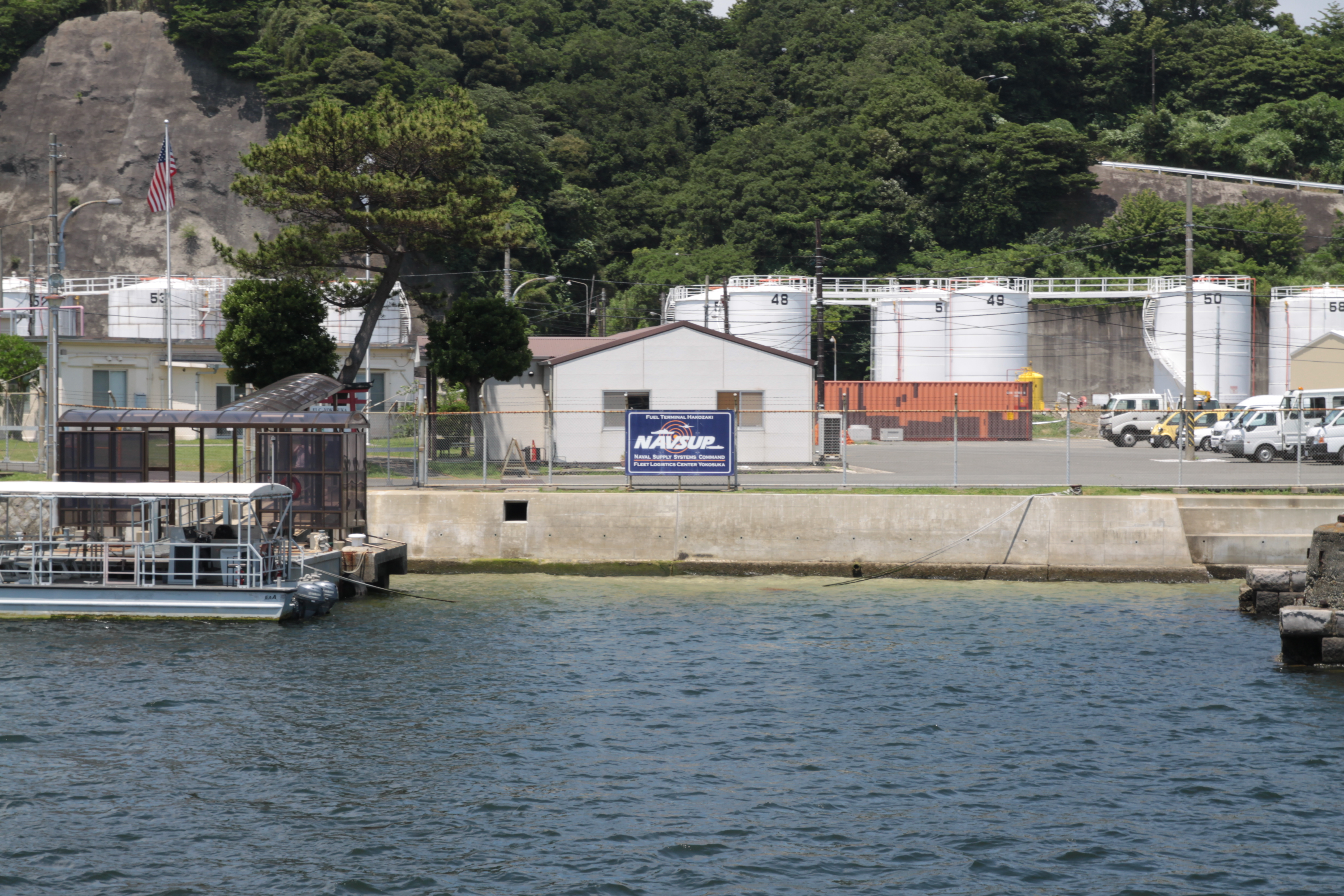
아라이 개천에서 촬영된 아즈마 창고지구, FISC 요코스카 본부도 있음.
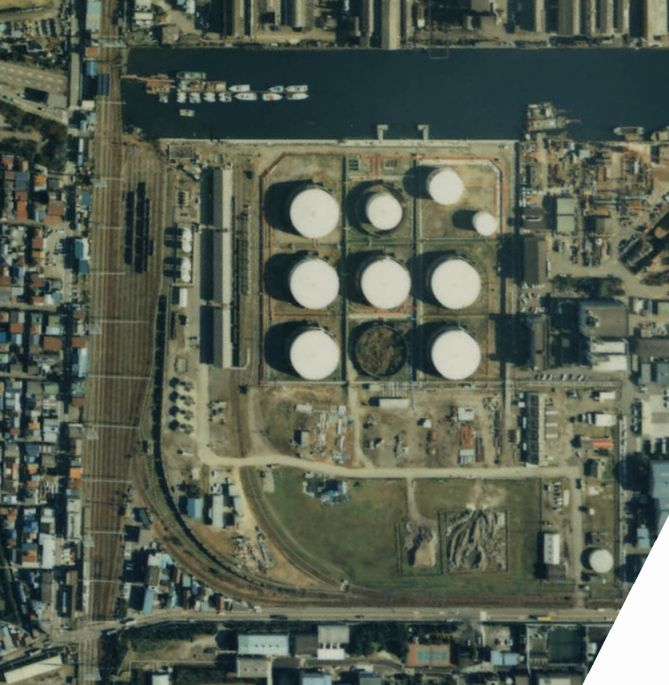
쓰루미 급유시설, FISC 요코스카의 관할 시설
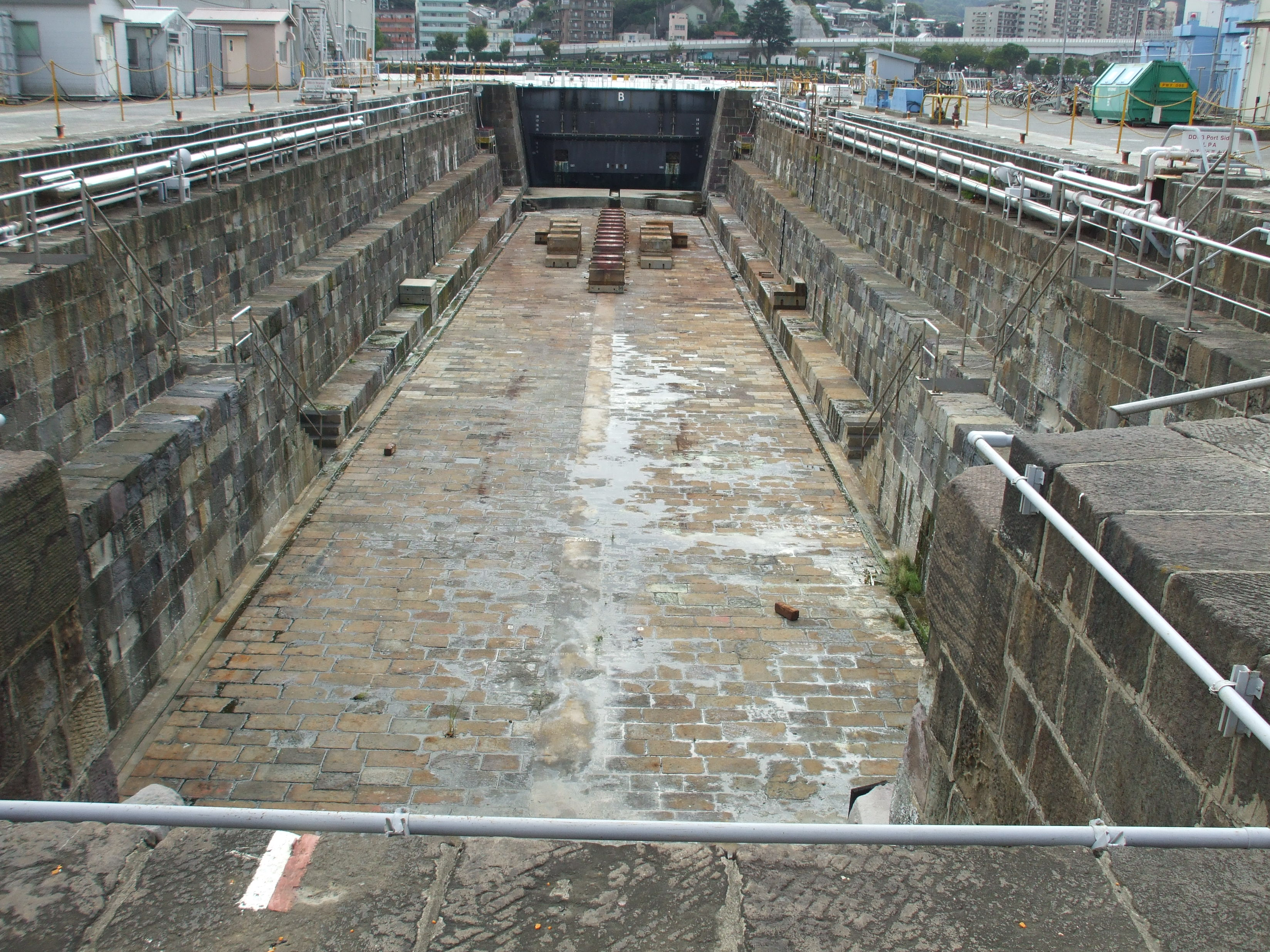
1874년 완성되어 원형을 거의 유지하고 있는 현역 3호 건선거
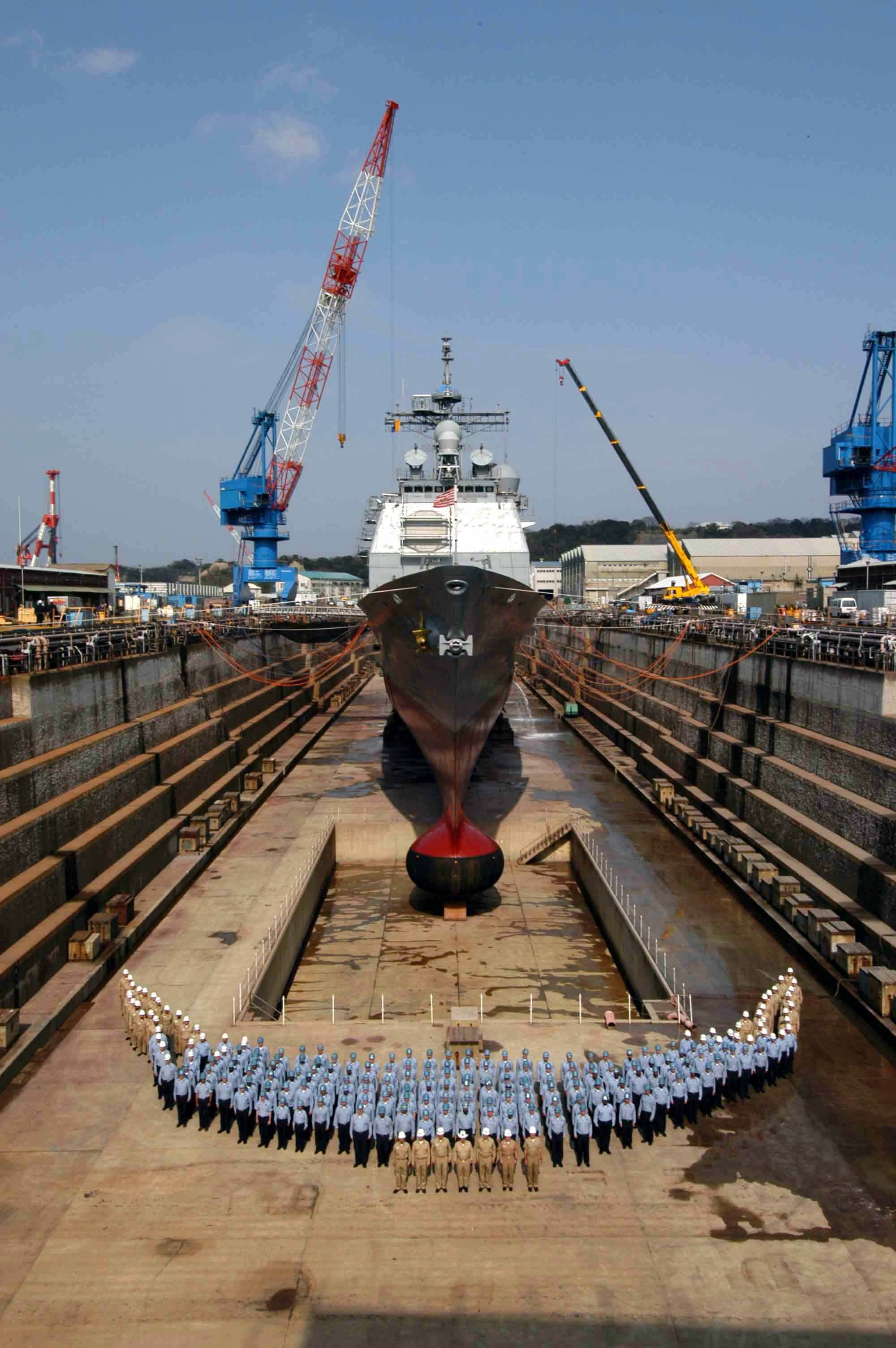
건선거에 들어간 USS 카우펜스 (CG-63).

| 이름                                                                                    | 코드    | 위치                  | 목적                               |
| --------------------------------------------------------------------------------------- | ------- | --------------------- | ---------------------------------- |
| 요코스카 북부 선거 (Yokohama North Dock 横浜ノースドック 요코스카 노스 돗쿠[*])         | FAC3067 | 요코스카시 카나가와구 | 함정 개수, 수리                    |
| 아즈마 창고지구 (Azuma Storage Area 吾妻倉庫地区 아즈마 소코치쿠[*])                    | FAC3090 | 요코스카시, 아즈마섬  | 급유시설, 연료 보관.               |
| 쓰루미 급유시설 (Tsurumi POL Depot 鶴見貯油施設 쓰루미 초유시세쓰[*])                   | FAC3144 | 요코스카시, 쓰루미구  | 급유시설                           |
| 요코스카 건선거 (Yokosuka Dry dock 横須賀海軍施設ドック 요코스카 카이군 시세츠 돗크[*]) |         | 요코스카 시           | 함정 개수, 수리                    |
| 주일 요코스카 해군병원                                                                  |         | 요코스카시            | 주일 미군 종사자 환자 수용 및 치료 |

## 부대
- 미국 제7함대 사령부
- 주일 미국 해군/주일 해군 지역대
- 요코스카 함대 및 산업지원센터 (FISC 요코스카)

## 같이 보기
- 주일 미군의 시설 목록
- 사세보 해군 기지

## 참고
1. 1 2  “横須賀海軍施設” (일본어). 가나가와 현청. 2016년 11월 27일에 확인함.

- “History” (영어). 요코스카 해군시설 공보부. 2016년 11월 27일에 확인함.